# NATO Industrial Advisory Group

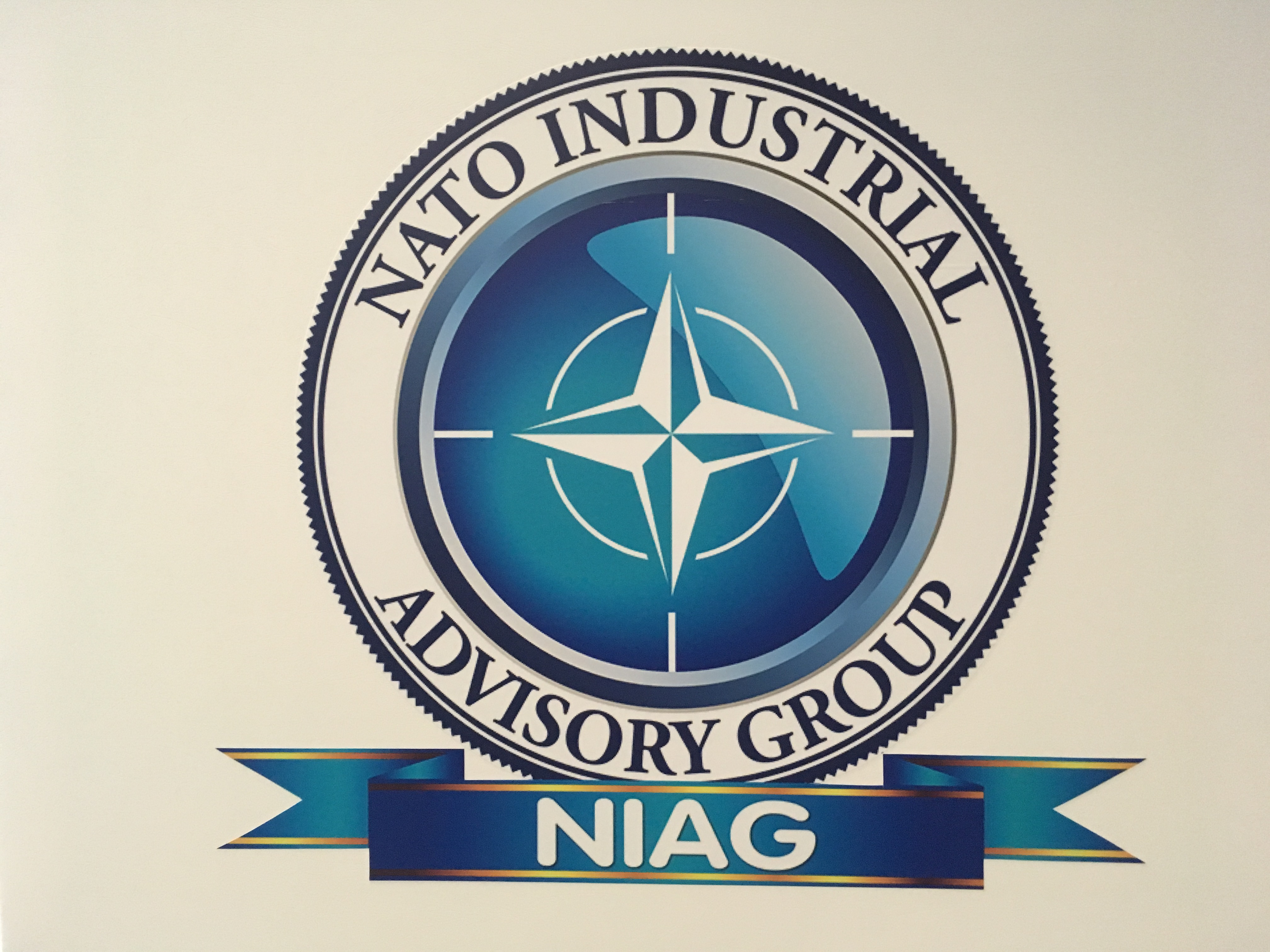

Die NATO Industrial Advisory Group (NIAG) ist eine 1968 gegründete Beratungsgruppe. Zu ihren Mitgliedern gehört unter anderem der Bundesverband der Deutschen Sicherheits- und Verteidigungsindustrie.
Eine Hauptaufgabe der NIAG besteht darin Machbarkeitsstudien anzufertigen. So hat das Industrie-Beratungsgremium beispielsweise ein Szenario ausgearbeitet, bei dem das Londoner Olympiastadion von einer bewaffneten Drohne angegriffen wird. Gegen den ehemaligen Leiter der estnischen Delegation, Andres Parve, der heute für das Innenministerium arbeitet, wurde im Mai 2015 von Russland ein Einreiseverbot verhängt.